# Discovery Family
Discovery Family es un canal de televisión por suscripción estadounidense perteneciente a  Warner Bros. Discovery, que inició transmisiones el 13 de octubre de 2014 reemplazando a Hub Network. Su programación consiste en estilo de vida, animación y programas family-friendly.

## Historia
El 12 de junio de 2014, se informó que Margaret Loesch dejaría su cargo como presidenta y directora ejecutiva de Hub Network para fin de año. El 17 de septiembre de 2014, The Wall Street Journal informó que Discovery Communications se estaba preparando para adquirir una participación de control en Hub Network de Hasbro y luego reestructurarla como Discovery Family. Junto con el director financiero de Discovery, Andrew Warren, el personal de Hasbro reconoció que el aumento de la competencia en el panorama de los medios de comunicación para niños, especialmente por servicios de video a pedido de suscripción como Netflix, tuvo un efecto en el rendimiento general de la red y el contenido original de Hasbro. Como era propiedad mayoritaria de un competidor, otras grandes empresas de juguetes como Mattel se negaron a comprar tiempo publicitario en Hub Network, lo que afectó su capacidad de emitir publicidad dirigida a su audiencia principal; para 2014, la red había ganado solo $ 9 millones por año. El personal de Discovery tampoco pudo mostrar un compromiso total con la operación de Hub Network, debido a factores como el lanzamiento problemático de Oprah Winfrey Network. Creyendo que habían sobrevalorado su participación en la empresa, Hasbro decidió ceder la operación de la red a Discovery para que pudiera enfocarse más en el contenido y su negocio principal de juguetes.